# Беїле-Дринчень
Беїле-Дринчень, Беїле-Дринчені (рум. Băile Drânceni) — село у повіті Васлуй в Румунії. Входить до складу комуни Дринчень.
Село розташоване на відстані 306 км на північний схід від Бухареста, 34 км на північний схід від Васлуя, 54 км на південний схід від Ясс.

## Населення
За даними перепису населення 2002 року у селі проживали 50 осіб, усі — румуни. Усі жителі села рідною мовою назвали румунську.